# Cua xanh châu Âu
Cua xanh châu Âu (Danh pháp khoa học: Carcinus maenas) hay còn gọi là cua xanh Carcinus maenas hay cua Carcinus maenas là một loài cua nằm trong nhóm cua xanh có nguồn gốc từ Châu Âu và Bắc Phi. Cua xanh đã được du nhập vào Mỹ, Úc và Nam Phi và chúng là một loài xâm lấn.

## Xâm lấn
Cua xanh là một loài ăn thịt phàm ăn có thành phần thức ăn bao gồm các loài thân mềm hai mảnh vỏ đặc biệt là trai, sò. Tại những nơi du nhập của xanh gây ra hiện tượng suy giảm số lượng của các loài cua khác và các loài thân mềm hai mảnh vỏ.
Sau khi được du nhập vào Mỹ, chúng sinh sôi, nảy nở nhanh và hoành hành dọc sông Harraseeket, ở vịnh Casco và có thể sẽ sớm đặt dân số loài hến (sò) trắng (soft-shell clam) trước bờ vực tuyệt chủng và làm hệ sinh thái thay đổi đáng kể. Cua xanh lần đầu tiên được ghi nhận ở đảo Long, New York, vào giữa những năm 1860 và đã không được nhìn thấy trong vịnh Casco cho đến đầu những năm 1900. Những ngư dân đánh bắt tôm hùm càng cũng bị ảnh hưởng bởi loài cua này. Họ đã bắt đầu thấy những con cua này lọt vào bẫy của mình ở những nơi mà chúng đã vắng mặt trong những năm gần đây.
Sự bùng nổ của dân số cua xanh là một hiện tượng liên quan đến thời tiết. Khi nhiệt độ nước liên tục tăng và mùa đông trở nên ấm hơn, cua sẽ là loài ăn trứng sò hoặc sò non trong giai đoạn ấu trùng. Có đến 2/3 dân số loài sò trên đã bị những con cua này ăn thịt trong hai thập kỷ qua và nguy cơ các quần thể động vật có vỏ sẽ cạn kiệt trong 3-5 năm tới. Độ PH thấp làm cho những con sò khó khăn trong việc xây dựng vỏ, và khi độ pH thực sự thấp trứng sò sẽ bị phân hủy. Nếu cua xanh không ăn chúng thì sự axits hóa ven biển sẽ giết nó.
Các quần thể cua xanh trước đó đã được đưa vào kiểm soát bằng mồi lạnh, cho phép sò và các động vật có vỏ khác phục hồi. Hiện vẫn chưa có cách để loại bỏ loài cua trên một cách hiệu quả, Hội đồng Thị trấn Freeport đã đồng ý phân bổ 100.000 USD để thực hiện kế hoạch trên. Số tiền đã được sử dụng để mua bẫy, thiết bị định vị GPS và thu thập dữ liệu.